# Betiltott dalok
A Betiltott dalok (Megkerült hangszalag - 1979) a Beatrice együttes 1979-ben, a hírek szerint egyetlen éjszaka alatt készült felvétele, CD-n megjelent 1993-ban. A felvétel annak elkészülte idején (a betiltás szélén táncoló zenekarról lévén szó) nem számíthatott kiadásra, annak egy nemhivatalos változatát a zenekar kazettán árusította az 1987-es újraegyesülés koncertjein.

## Az albumról
A CD a "fekete bárány" Beatrice klasszikus dalait tartalmazza.

## Az album dalai
1. Üzenetek
2. Jerikó
3. Angyalföld
4. Motorizált nemzedék
5. Térden állva
6. Nem kell
7. Topis zenész
8. Topis blues
9. Kislány bug(y)i
10. Nagyvárosi farkas

## A zenészek
- Nagy Feró - ének
- Miklóska Lajos - basszusgitár, ének
- Lugosi László - gitár, ének
- Donászy Tibor - dobok

## technikai információk
A felvétel a Magyar Rádió 6-os stúdiójában készült 1979 nyarán.